# Jeff Brillinger
Jeff Brillinger (* um 1945) ist ein US-amerikanischer Jazzmusiker (Schlagzeug) des Modern Jazz.

## Leben und Wirken
Brillinger studierte an der Berklee School of Music in Boston, mit deren Studentenensemble um 1967 erste Aufnahmen entstanden (Jazz in the Classroom, Volume XII). In dieser Zeit trat er auch mit Clark Terry, Zoot Sims, Bob Brookmeyer, Mel Tormé und Mose Allison auf. 1974/75 war er Mitglied bei Woody Herman and His Orchestra, mit dem er auf dem Montreux Jazz Festival gastierte. In den folgenden Jahren arbeitete er mit Jazzmusikern wie Chet Baker (Broken Wing, 1978), Stan Getz (Jazzbühne Berlin '78), Horace Silver, Chris Connor, Gunther Schuller, Jackie Cain/Roy Kral und Jack McDuff. Ab den 1990er-Jahren spielte er weiterhin mit Hod O’Brien, John Patitucci, Jed Levy, Ken Peplowski, Tom Harrell, Ron McClure, Andy Laverne, Roger Rosenberg, Joel Weiskopf und Cecilia Coleman. Im Bereich des Jazz war er zwischen 1967 und 2010 an 42 Aufnahmesessions beteiligt. Daneben arbeitete er in New York als Musikpädagoge.